# Secobarbital
El secobarbital és una substància que actua com a depressor del sistema nerviós central, inhibint l'activitat cerebral, i pertany a la categoria dels somnífers barbitúrics. Es comercialitza amb el seu nom, com a medicament genèric, o bé amb el nom comercial de Seconal®. És usat com a medicament o com a droga d'abús. El secobarbital va deixar de fabricar-se el maig del 2001.
Al llibre "Origen" de Dan Brownes menciona com a inductor al suïcidi.

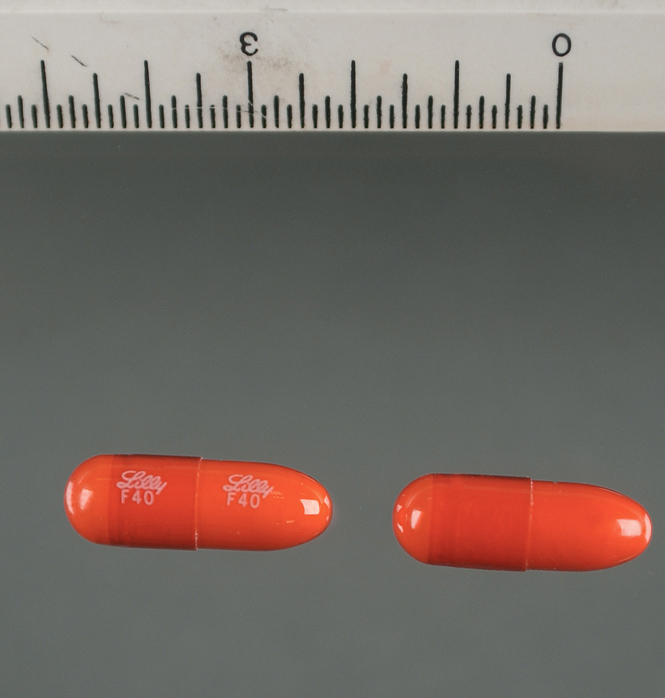
Càpsules de Seconal, la forma de dosificació més comuna de secobarbital.

## Farmacologia i farmacocinètica
El producte és proper al pentobarbital, el perfil farmacològic del qual comparteix gairebé de manera idèntica. El secobarbital simplement té un grup metil addicional, que indueix diferències farmacocinètiques: el secobarbital és una mica més lipofílic, cosa que accelera la seva absorció i li dona una aparició d’acció encara més curta que la del pentobarbital i augmenta el poder de la sedació percebuda. La seva discernible durada d’acció, tot i que propera, també es redueix perquè la distribució (dispersió a través dels teixits grassos) del secobarbital és més ràpida. Al contrari del que suggereix la seva semivida d'eliminació, que és de 28 hores de mitjana, per tant, només està activa (a dosis terapèutiques) entre 3 i 4 hores.
El seu principal canal d’acció és la modulació positiva i l’activació directa dels receptors GABAA. Aquests receptors, quan s’activen, tenen un efecte inhibidor sobre la transmissió nerviosa evitant la despolarització de la membrana.
El barbitúric també actua en altres canals de maneres menors: es nota una acció inhibidora de la recaptació d’adenosina, així com l’antagonisme dels receptors AMPA i la inhibició de la secreció de glutamat.
Com passa amb altres drogues de la seva classe, té un potencial de sobredosi a fortiori quan es combina amb altres sedants com l'alcohol i els narcòtics.

## Ús indegut i paper del secobarbital en la mort de Jimi Hendrix
Des de la dècada de 1950 fins a la dècada de 1970, el secobarbital va tenir un èxit popular important a causa dels seus ràpids efectes hipnòtics, especialment en cercles de contracultura. El seu ús s'ha desviat amb finalitats recreatives i sedants, de vegades en combinació amb l'alcohol amb el qual actua sinèrgicament. Conegut com vermells (Vermell) pels seus usuaris, a causa del color de la tauleta, el secobarbital va ser responsable de moltes sobredosis durant aquest període, sent el més famós el del llegendari guitarrista de rock Jimi Hendrix. Suposadament va prendre nou comprimits de Vesparax (una poderosa pastilla per dormir que contenia secobarbital) el 18, després d'una nit d'embriaguesa, i més tard va ser trobat mort dormint al seu apartament de Londres. Hendrix es va ofegar amb el seu propi vòmit mentre dormia, incapaç de despertar-se a causa dels efectes combinats de l'alcohol i el barbitúric.
Un any abans, va ser l'actriu Judy Garland qui va morir d'una sobredosi accidental de Seconal. El primer ministre Winston Churchill consumia regularment secobarbital, que sovint era habitual barrejar amb amfetamines per moderar els efectes secundaris de cada producte tot aprofitant el seu efecte psicotròpic.